# Canal de Potidée
Le canal de Potidée (en grec moderne : Διώρυγα της Ποτίδαιας, Dioryga tis Potideas) est un canal créé artificiellement vers 1930 et navigable sur la péninsule de Chalcidique dans la région administrative de Macédoine-Centrale, en Grèce.
Il se situe près de Néa Potídea sur la péninsule de Cassandra.

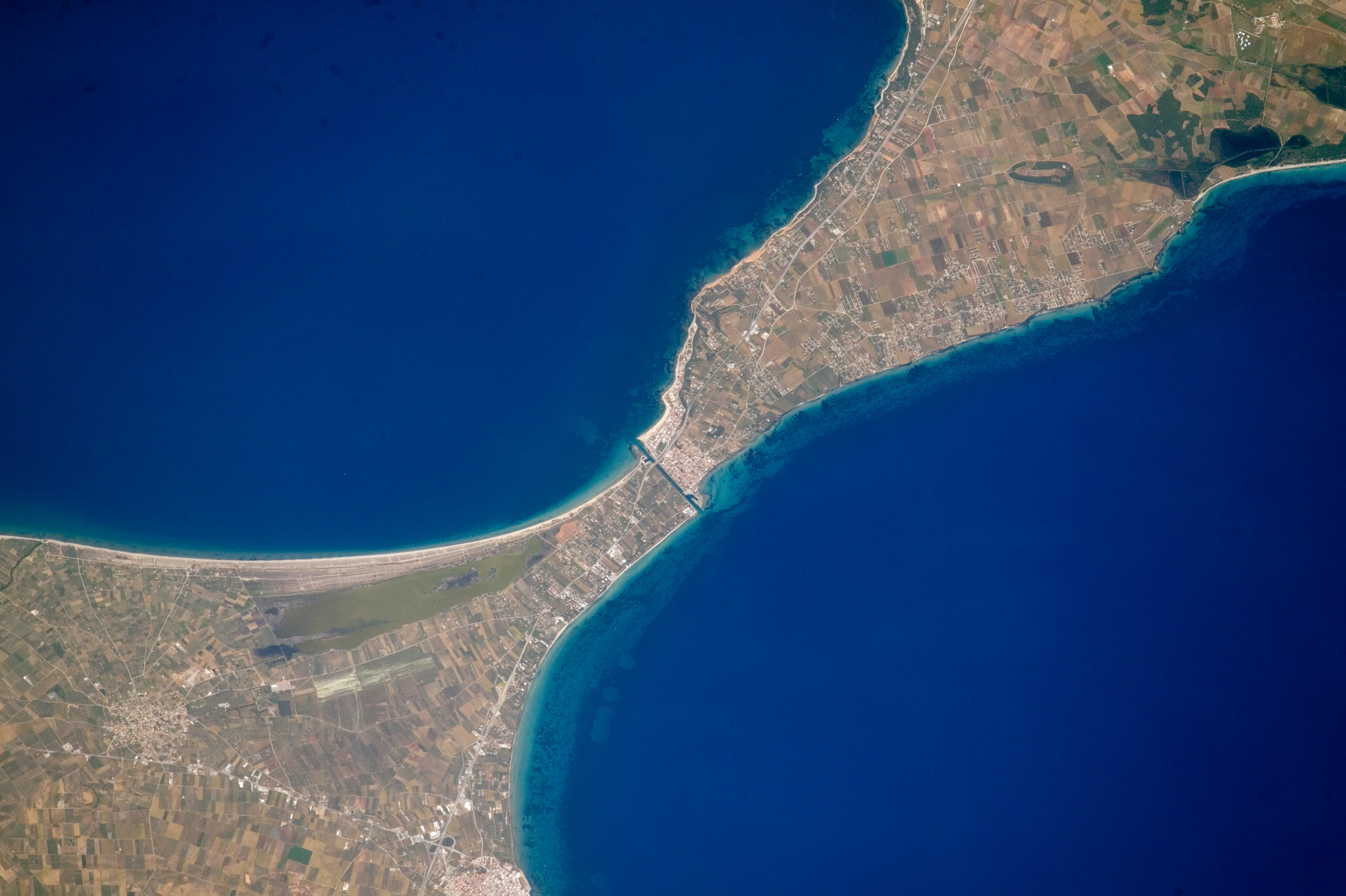
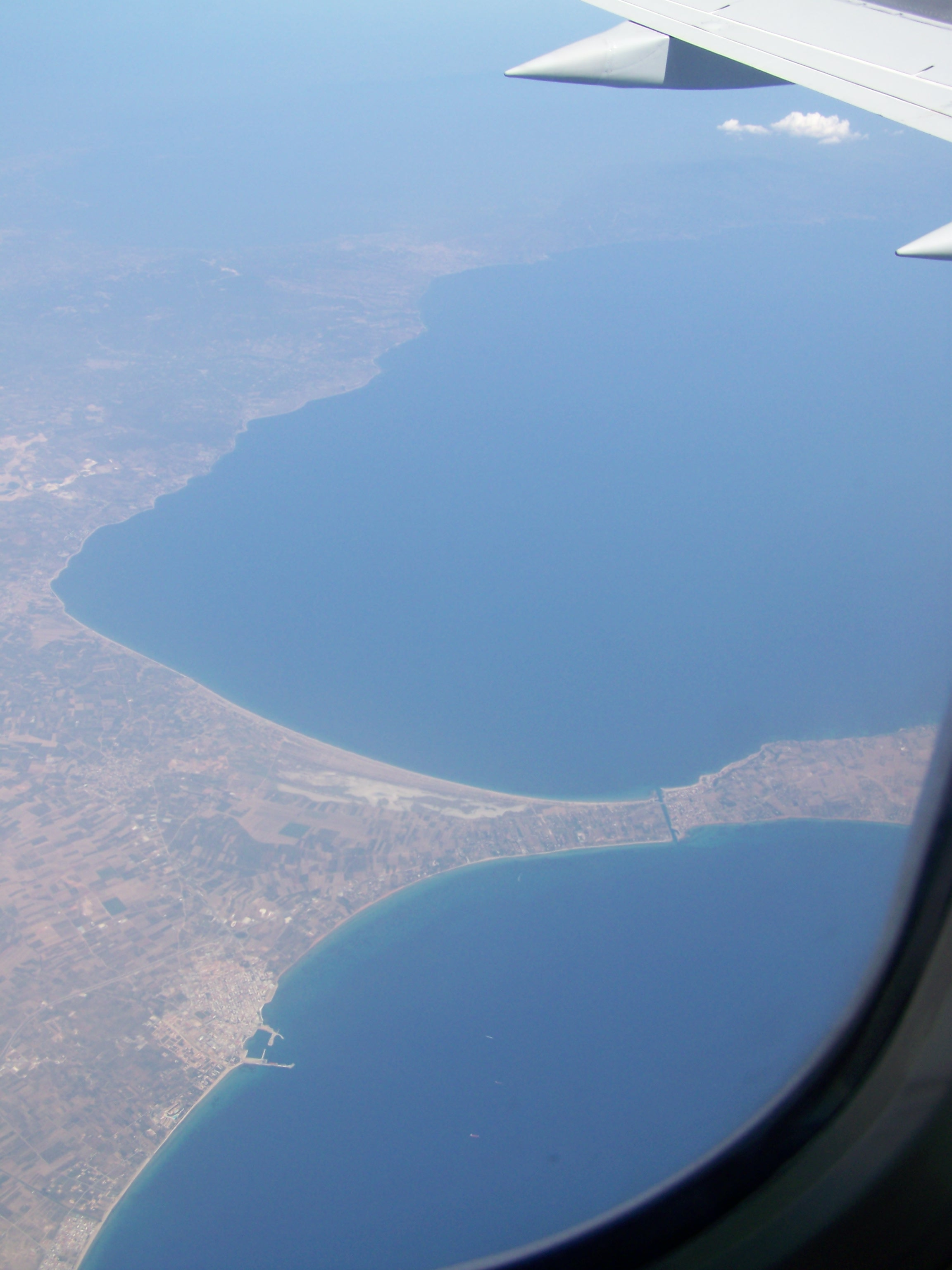
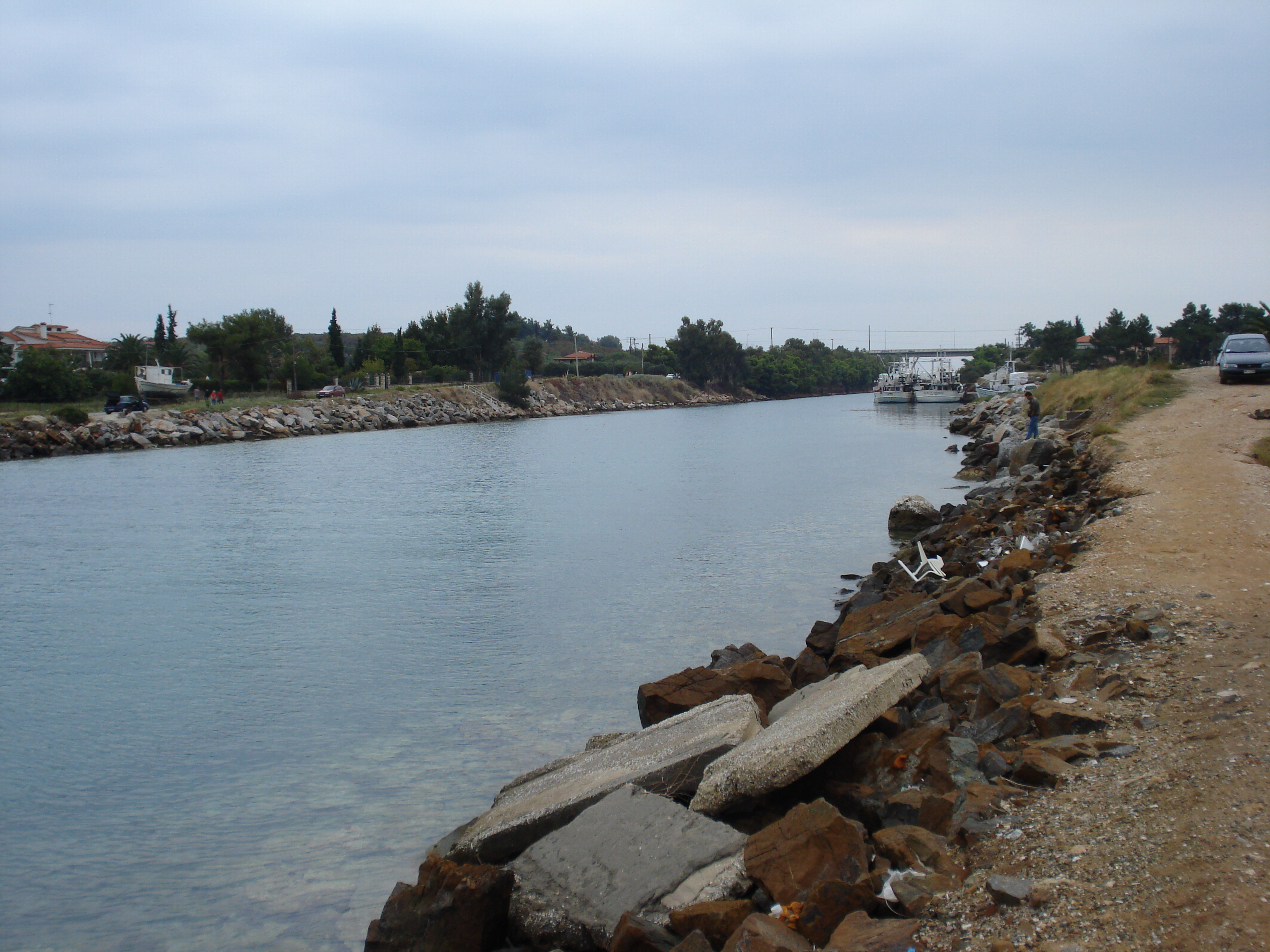
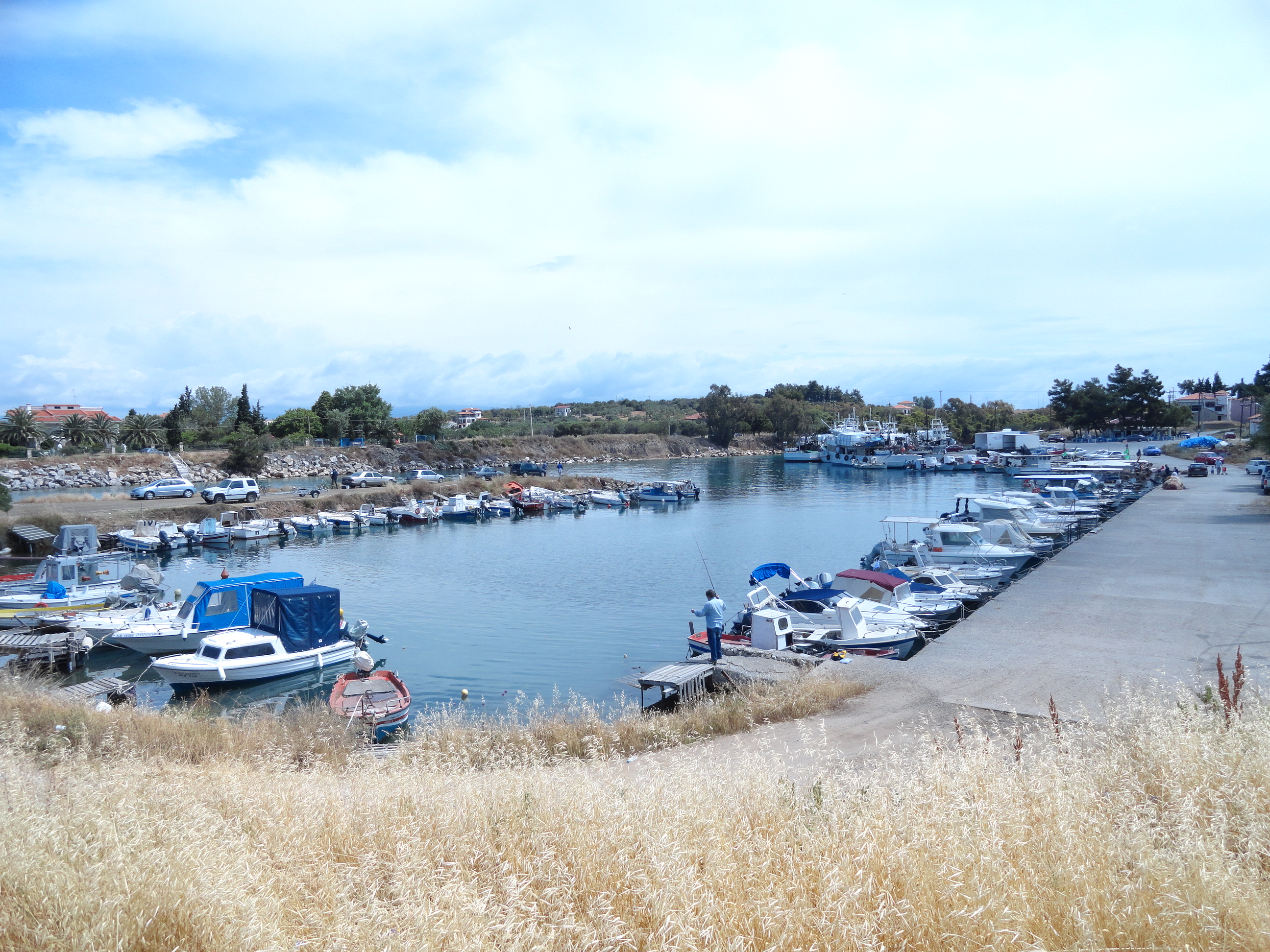
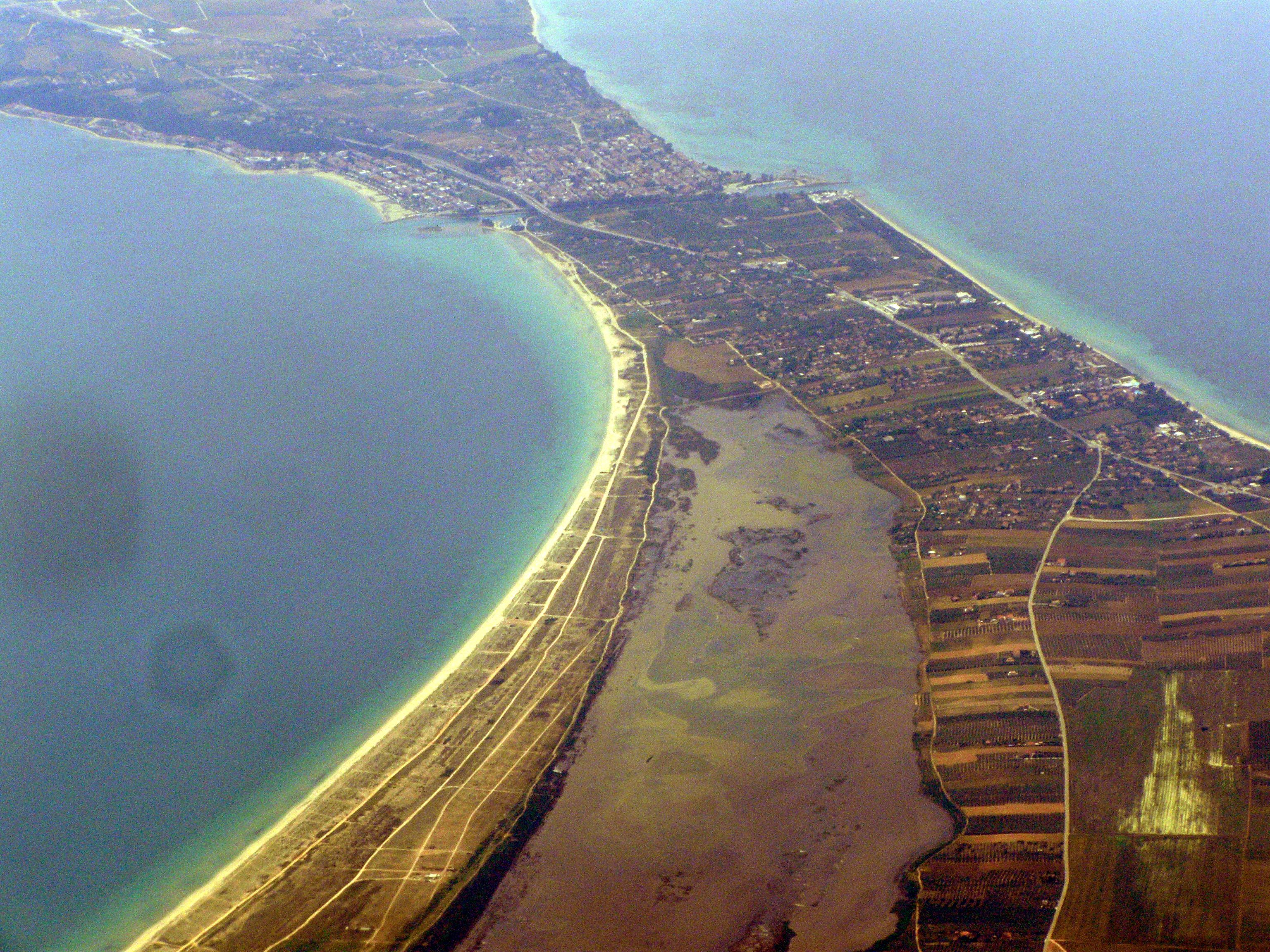